# Eccellenza Sicilia 2013-2014
Il campionato italiano di calcio di Eccellenza regionale 2013-2014 è il ventitreesimo organizzato in Italia. Rappresenta il sesto livello del calcio italiano.
Questi sono i gironi organizzati dal Comitato Regionale della Sicilia.
Le gare si disputano in orari differenti a seconda dei periodi dell'anno: alle 16:00 la prima giornata e dalla ventinovesima alla trentesima, alle 15:30 dalla seconda alla settima, alle 14:30 dall'ottava alla ventesima, alle 15:00 dalla ventunesima alla ventottesima, alle 16:30 le gare di play-off e play-out.
Play-off e play-out si disputano soltanto se fra le due squadre ipoteticamente coinvolte ci sono meno di 10 punti di distacco. Se la seconda classificata ha almeno dieci punti di vantaggio sulla terza accederà direttamente alla fase nazionale degli spareggi.
Per la stagione 2013-14, fra le squadre aventi il diritto a partecipare al torneo non si è iscritta la Nissa, proveniente dalla categoria superiore. Dalla Promozione sei squadre sono state promosse al termine della stagione: Gymnica Scordia, Igea Virtus, Pro Favara, Rocca di Caprileone, San Pio X, San Sebastiano. A queste si aggiungono il Serradifalco vincitore della Coppa Italia di categoria, e le ripescate Parmonval e Sporting Viagrande. Dalla Serie D provengono invece S.S.D. Acireale e Siracusa. Quest'ultimo infatti ha acquisito il titolo sportivo del Palazzolo. Altri trasferimenti di club riguardano il F.C. Acireale, proveniente da Aci Sant'Antonio, ed il Rometta, che ha acquisito il titolo sportivo della Nuova Igea dopo che quest'ultima si è fusa con la concittadina Igea Virtus.

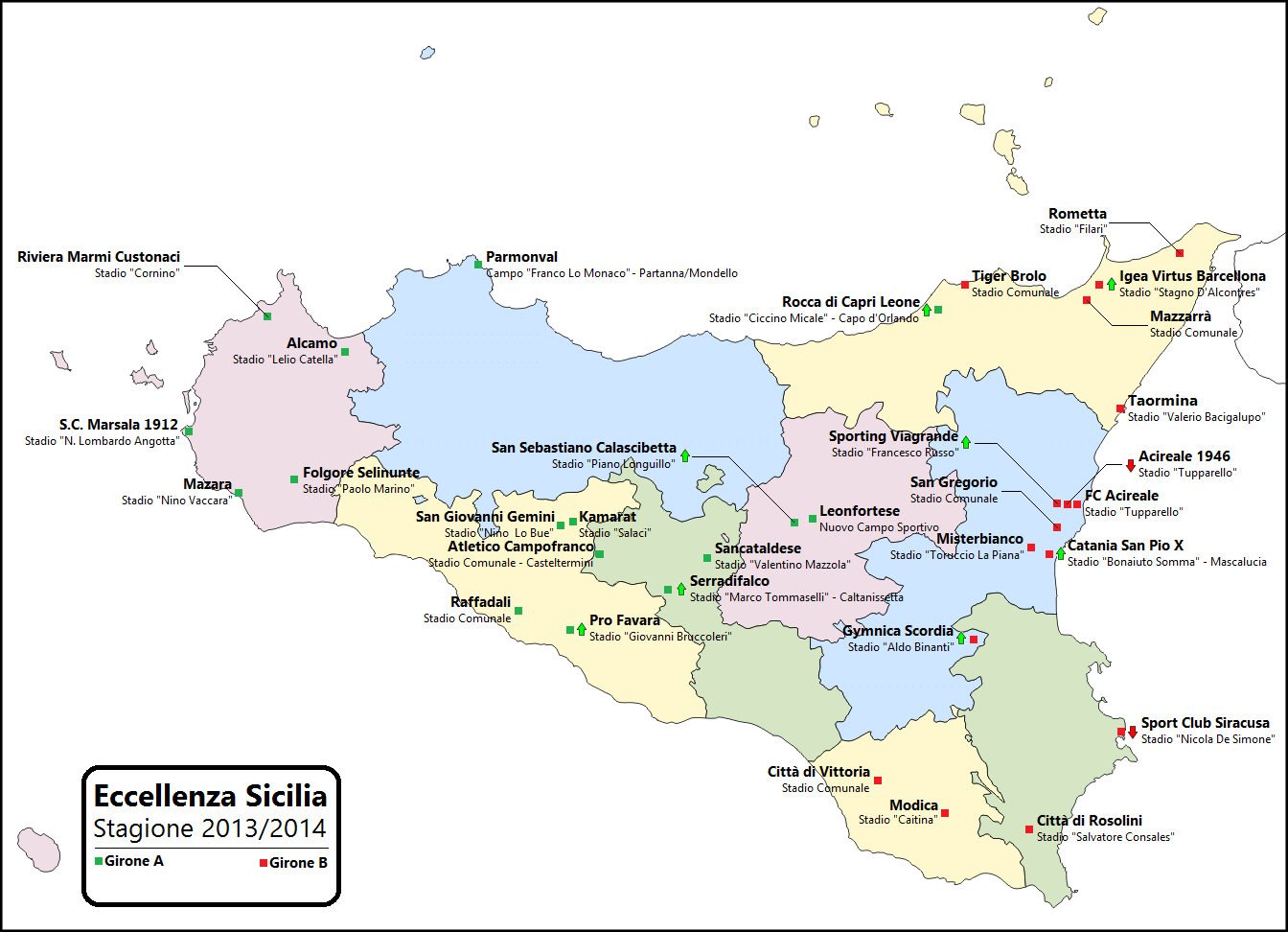
La disposizione geografica delle squadre

## Girone A

### Squadre partecipanti
| Club                           | Città                                    | Stadio                           | Stagione 2012-2013       |
| ------------------------------ | ---------------------------------------- | -------------------------------- | ------------------------ |
| A.S.D. Alcamo                  | Alcamo (TP)                              | Stadio Lelio Catella             | 5° in Eccellenza gir. A  |
| A.S.D. Atletico Campofranco    | Campofranco (CL)                         | Stadio Alfonso Virciglio         | 2° in Eccellenza gir. A  |
| A.S.D. Folgore Selinunte       | Castelvetrano (TP)                       | Stadio Paolo Marino              | 9° in Eccellenza gir. A  |
| A.S.D. Kamarat                 | Cammarata (AG)                           | Stadio Salaci                    | 7° in Eccellenza gir. A  |
| A.P.D. Leonfortese             | Leonforte (EN)                           | Stadio Comunale di Leonforte     | 8° in Eccellenza gir. A  |
| S.C. Marsala 1912              | Marsala (TP)                             | Stadio Antonino Lombardo Angotta | 11° in Eccellenza gir. A |
| A.S.D. Mazara Calcio           | Mazara del Vallo (TP)                    | Stadio Nino Vaccara              | 10° in Eccellenza gir. A |
| A.P.D. Parmonval               | Partanna-Mondello (quartiere di Palermo) | Campo Franco Lo Monaco           | 14° in Eccellenza gir. A |
| F.C.D. Pro Favara 1984         | Favara (AG)                              | Stadio Giovanni Bruccoleri       | 1° in Promozione gir. A  |
| F.C.D. Raffadali               | Raffadali (AG)                           | Stadio Comunale di Raffadali     | 6° in Eccellenza gir. A  |
| A.S.D. Riviera Marmi Custonaci | Custonaci (TP)                           | Campo Cornino                    | 4° in Eccellenza gir. A  |
| U.S.D. Rocca di Capri Leone    | Rocca, frazione di Capri Leone (ME)      | Stadio Comunale di Capri Leone   | 2° in Promozione gir. B  |
| A.S.D. Sancataldese Calcio     | San Cataldo (CL)                         | Stadio Valentino Mazzola         | 12° in Eccellenza gir. A |
| G.S.D. San Giovanni Gemini     | San Giovanni Gemini (AG)                 | Stadio Nino Lo Bue               | 3° in Eccellenza gir. A  |
| A.S.D. San Sebastiano          | Calascibetta (EN)                        | Stadio Piano Longuillo           | 1° in Promozione gir. C  |
| F.C.D. Serradifalco            | Serradifalco (CL)                        | Stadio Comunale di Serradifalco  | 2° in Promozione gir. A  |

### Classifica
|  | Pos. | Squadra              | Pt | G  | V  | N  | P  | GF | GS | DR  |
|  | ---- | -------------------- | -- | -- | -- | -- | -- | -- | -- | --- |
|  | 1.   | Leonfortese          | 58 | 30 | 17 | 7  | 6  | 42 | 18 | +24 |
|  | 2.   | Alcamo               | 57 | 30 | 16 | 9  | 5  | 42 | 23 | +19 |
|  | 3.   | Kamarat              | 54 | 30 | 17 | 3  | 10 | 38 | 27 | +11 |
|  | 4.   | Parmonval            | 54 | 30 | 16 | 6  | 8  | 48 | 34 | +14 |
|  | 5.   | Marsala              | 53 | 30 | 15 | 8  | 7  | 56 | 30 | +26 |
|  | 6.   | Riviera Marmi        | 51 | 30 | 14 | 9  | 7  | 53 | 41 | +12 |
|  | 7.   | Serradifalco         | 46 | 30 | 12 | 10 | 8  | 44 | 33 | +11 |
|  | 8.   | San Giovanni Gemini  | 42 | 30 | 12 | 6  | 12 | 39 | 33 | +6  |
|  | 9.   | Pro Favara           | 40 | 30 | 11 | 7  | 12 | 37 | 35 | +2  |
|  | 10.  | Sancataldese         | 40 | 30 | 10 | 10 | 10 | 48 | 41 | +7  |
|  | 11.  | Atletico Campofranco | 40 | 30 | 11 | 7  | 12 | 37 | 45 | -8  |
|  | 12.  | Mazara               | 39 | 30 | 11 | 6  | 13 | 39 | 40 | -1  |
|  | 13.  | Rocca di Capri Leone | 34 | 30 | 8  | 10 | 12 | 27 | 36 | -9  |
|  | 14.  | Raffadali            | 30 | 30 | 7  | 9  | 14 | 34 | 53 | -19 |
|  | 15.  | Folgore Selinunte    | 14 | 30 | 3  | 5  | 22 | 21 | 61 | -40 |
|  | 16.  | San Sebastiano       | 8  | 30 | 1  | 6  | 23 | 18 | 73 | -55 |

Legenda:

      Leonfortese promosso in Serie D 2014-2015.

      Parmonval ammesso ai play-off nazionali.

      Rocca di Capri Leone retrocesso in Promozione 2014-2015 dopo play-out.

      Raffadali, Folgore Selinunte e San Sebastiano retrocessi in Promozione 2014-2015.

#### Play-off
Semifinale
|         | Risultati   |           | Luogo e data                                  |  |
| ------- | ----------- | --------- | --------------------------------------------- |  |
| Alcamo  | 0 - 2 (dts) | Marsala   | Stadio Lelio Catella (Alcamo), 27 aprile 2014 |  |
| Kamarat | 1 - 2 (dts) | Parmonval | Stadio Salaci (Cammarata), 27 aprile 2014     |  |

Finale
|           | Risultati   |         | Luogo e data                                    |  |
| --------- | ----------- | ------- | ----------------------------------------------- |  |
| Parmonval | 1 - 0 (dts) | Marsala | Campo Franco Lo Monaco (Palermo), 4 maggio 2014 |  |

#### Play-out
|        | Risultati   |                      | Luogo e data                                          |  |
| ------ | ----------- | -------------------- | ----------------------------------------------------- |  |
| Mazara | 1 - 1 (dts) | Rocca di Capri Leone | Stadio Nino Vaccara Mazara del Vallo), 27 aprile 2014 |  |

### Risultati

#### Tabellone
|                     | ALC | ATL | FOL | KAM | LEO | MAR | MAZ | PAR | PRO | RAF | RIV | ROC | SAN | SAN | SAN | SER |
| Alcamo              |     | 3-0 | 1-0 | 1-0 | 0-0 | 0-0 | 2-0 | 2-1 | 2-0 | 1-0 | 0-0 | 1-0 | 0-2 | 2-0 | 1-0 | 0-0 |
| Atl.Campofranco     | 0-2 |     | 1-0 | 1-0 | 1-3 | 1-0 | 2-1 | 2-4 | 1-1 | 4-1 | 2-2 | 1-0 | 1-0 | 3-1 | 2-3 | 0-2 |
| Folgore Selinunte   | 1-2 | 0-1 |     | 0-1 | 0-2 | 1-3 | 0-1 | 0-1 | 0-3 | 2-1 | 1-1 | 2-2 | 2-1 | 2-0 | 1-5 | 1-2 |
| Kamarat             | 2-0 | 1-1 | 3-1 |     | 2-1 | 2-1 | 1-0 | 3-0 | 1-0 | 0-0 | 3-1 | 2-0 | 1-2 | 1-0 | 0-1 | 1-2 |
| Leonfortese         | 0-0 | 1-0 | 6-0 | 2-1 |     | 0-0 | 2-1 | 1-0 | 2-0 | 2-0 | 1-2 | 1-0 | 2-0 | 2-0 | 2-2 | 0-0 |
| Marsala             | 1-1 | 2-1 | 3-2 | 3-1 | 0-1 |     | 4-1 | 2-3 | 1-0 | 3-0 | 2-1 | 6-0 | 3-2 | 3-1 | 3-1 | 1-0 |
| Mazara              | 1-2 | 1-1 | 4-0 | 2-0 | 1-0 | 1-0 |     | 0-1 | 4-3 | 1-1 | 2-2 | 1-1 | 2-1 | 3-0 | 4-1 | 0-3 |
| Parmonval           | 2-2 | 4-2 | 2-0 | 1-0 | 1-3 | 2-0 | 1-0 |     | 2-1 | 4-1 | 3-1 | 1-1 | 0-2 | 5-1 | 3-1 | 0-0 |
| Pro Favara          | 2-2 | 2-1 | 2-0 | 0-1 | 1-2 | 0-0 | 2-1 | 2-2 |     | 0-0 | 2-1 | 1-1 | 1-0 | 2-0 | 1-0 | 3-2 |
| Raffadali           | 1-4 | 2-3 | 2-0 | 1-2 | 1-0 | 1-4 | 0-0 | 1-0 | 1-1 |     | 3-2 | 1-2 | 0-0 | 5-0 | 2-2 | 0-2 |
| Riviera Marmi       | 1-1 | 4-1 | 2-2 | 3-0 | 2-1 | 2-2 | 2-0 | 2-0 | 1-0 | 3-3 |     | 0-2 | 2-0 | 3-1 | 2-1 | 1-0 |
| Rocca di Capri L.   | 5-1 | 0-0 | 1-0 | 1-1 | 1-1 | 1-0 | 0-2 | 2-1 | 1-0 | 1-2 | 0-2 |     | 0-0 | 0-0 | 1-1 | 0-1 |
| San Giovanni Gemini | 1-0 | 2-0 | 2-1 | 1-2 | 1-2 | 0-0 | 1-0 | 0-1 | 0-3 | 4-0 | 4-2 | 1-0 |     | 1-3 | 0-0 | 4-2 |
| San Sebastiano      | 0-7 | 2-2 | 1-1 | 0-2 | 0-0 | 0-5 | 1-2 | 0-0 | 1-3 | 2-3 | 0-1 | 0-3 | 1-4 |     | 2-4 | 0-0 |
| Sancataldese        | 1-2 | 0-1 | 1-1 | 1-2 | 0-2 | 1-1 | 4-1 | 1-1 | 3-1 | 3-0 | 0-0 | 5-1 | 1-1 | 1-0 |     | 2-1 |
| Serradifalco        | 2-0 | 1-1 | 4-0 | 0-2 | 1-0 | 3-3 | 2-2 | 1-2 | 2-0 | 1-1 | 3-5 | 1-0 | 1-1 | 3-1 | 2-2 |     |

## Girone B

### Squadre partecipanti
| Club                            | Città                          | Stadio                              | Stagione 2012-2013       |
| ------------------------------- | ------------------------------ | ----------------------------------- | ------------------------ |
| A.S.D. Football Club Acireale   | Acireale (CT)                  | Stadio Tupparello                   | 6° in Eccellenza gir. B  |
| S.S.D. Acireale 1946            | Acireale (CT)                  | Stadio Tupparello                   | 17° in Serie D gir. I    |
| U.S.D. Città di Rosolini        | Rosolini (SR)                  | Stadio Salvatore Consales           | 13° in Eccellenza gir. B |
| A.C.D. Città di Vittoria        | Vittoria (RG)                  | Stadio Comunale di Vittoria         | 2° in Eccellenza gir. B  |
| A.S.D. Gymnica Scordia          | Scordia (CT)                   | Stadio Aldo Binanti                 | 1° in Promozione gir. D  |
| A.S.D. Igea Virtus Barcellona   | Barcellona Pozzo di Gotto (ME) | Stadio Carlo Stagno d'Alcontres     | 1° in Promozione gir. B  |
| A.S.D. Mazzarrà                 | Mazzarrà Sant'Andrea (ME)      | Stadio Comunale di Mazzarrà         | 10° in Eccellenza gir. B |
| A.S.D. Misterbianco             | Misterbianco (CT)              | Stadio Toruccio La Piana            | 9° in Eccellenza gir. B  |
| A.S.D. Modica Calcio            | Modica (RG)                    | Stadio Pietro Scollo                | 5° in Eccellenza gir. B  |
| A.S.D. Rometta                  | Rometta (ME)                   | Stadio Filari                       | 4° in Eccellenza gir. B  |
| A.S.D. Club Calcio San Gregorio | San Gregorio di Catania (CT)   | Stadio Comunale di San Gregorio     | 8° in Eccellenza gir. B  |
| S.D.D. Catania San Pio X        | Nesima (quartiere di Catania)  | Stadio Bonaiuto Somma di Mascalucia | 2° in Promozione gir. D  |
| A.S.D. Sport Club Siracusa      | Siracusa                       | Stadio Nicola De Simone             | 14° in Serie D gir. I    |
| A.S.D. Taormina                 | Taormina (ME)                  | Stadio Valerio Bacigalupo           | 11° in Eccellenza gir. B |
| A.S.D. Tiger Brolo              | Brolo (ME)                     | Stadio Antonio Cipriano             | 7° in Eccellenza gir. B  |
| A.S.D. Sporting Viagrande       | Viagrande (CT)                 | Stadio Francesco Russo              | 4° in Promozione gir. C  |

### Classifica
|  | Pos. | Squadra              | Pt | G  | V  | N  | P  | GF | GS | DR  |
|  | ---- | -------------------- | -- | -- | -- | -- | -- | -- | -- | --- |
|  | 1.   | Tiger Brolo          | 67 | 30 | 20 | 7  | 3  | 58 | 13 | +45 |
|  | 2.   | Misterbianco         | 56 | 30 | 15 | 11 | 4  | 37 | 19 | +18 |
|  | 3.   | Siracusa             | 55 | 30 | 16 | 7  | 7  | 57 | 24 | +33 |
|  | 4.   | Catania San Pio X    | 54 | 30 | 15 | 9  | 6  | 50 | 25 | +25 |
|  | 5.   | Taormina             | 51 | 30 | 15 | 6  | 9  | 57 | 30 | +27 |
|  | 6.   | Igea Virtus          | 51 | 30 | 15 | 6  | 9  | 63 | 40 | +23 |
|  | 7.   | Modica               | 49 | 30 | 15 | 5  | 10 | 40 | 27 | +13 |
|  | 8.   | Gymnica Scordia      | 46 | 30 | 14 | 4  | 12 | 54 | 41 | +13 |
|  | 9.   | Vittoria             | 46 | 30 | 13 | 8  | 9  | 41 | 29 | +12 |
|  | 10.  | F.C. Acireale        | 44 | 30 | 12 | 8  | 10 | 32 | 34 | -2  |
|  | 11.  | Sporting Viagrande   | 35 | 30 | 9  | 8  | 13 | 30 | 45 | -15 |
|  | 12.  | Rosolini             | 33 | 30 | 8  | 9  | 13 | 26 | 46 | -20 |
|  | 13.  | Rometta              | 29 | 30 | 8  | 5  | 17 | 28 | 52 | -24 |
|  | 14.  | San Gregorio         | 22 | 30 | 6  | 4  | 20 | 21 | 68 | -47 |
|  | 15.  | S.S.D. Acireale 1946 | 18 | 30 | 6  | 1  | 23 | 14 | 51 | -37 |
|  | 16.  | Mazzarrà             | 8  | 30 | 2  | 4  | 24 | 10 | 74 | -64 |

Legenda:

      Tiger Brolo promosso in Serie D 2014-2015.

      Misterbianco ammesso ai play-off nazionali.

      Rometta retrocesso in Promozione 2014-2015 dopo play-out.

      San Gregorio e Mazzarrà retrocessi in Promozione 2014-2015.

#### Play-off
Semifinale
|              | Risultati |           | Luogo e data                                            |  |
| ------------ | --------- | --------- | ------------------------------------------------------- |  |
| Misterbianco | 1 - 0     | Taormina  | Stadio Toruccio La Piana (Misterbianco), 10 maggio 2014 |  |
| Siracusa     | 2 - 1     | San Pio X | Stadio Nicola De Simone (Siracusa), 11 maggio 2014      |  |

Finale
|              | Risultati |          | Luogo e data                                            |  |
| ------------ | --------- | -------- | ------------------------------------------------------- |  |
| Misterbianco | 1 - 0     | Siracusa | Stadio Toruccio La Piana (Misterbianco), 17 maggio 2014 |  |

#### Play-out
|          | Risultati |         | Luogo e data                                        |  |
| -------- | --------- | ------- | --------------------------------------------------- |  |
| Rosolini | 2 - 0     | Rometta | Stadio Salvatore Consales Rosolini), 27 aprile 2014 |  |

### Risultati

#### Tabellone
|                 | FC  | GYM | IGE | MAZ | MIS | MOD | ROM | ROS | SSD | SAN | SPX | SIR | SP. | TAO | TIG | VIT |
| FC Acireale     |     | 1-2 | 1-0 | 5-0 | 3-1 | 0-3 | 0-0 | 0-0 | 3-0 | 0-3 | 0-0 | 0-3 | 1-0 | 1-0 | 0-0 | 1-0 |
| Gymnica Scordia | 2-1 |     | 0-1 | 6-0 | 0-0 | 1-2 | 1-2 | 2-1 | 1-0 | 5-1 | 0-0 | 4-2 | 4-1 | 1-3 | 1-4 | 4-2 |
| Igea Virtus     | 6-2 | 3-1 |     | 6-1 | 1-1 | 2-1 | 1-1 | 4-1 | 3-0 | 6-1 | 2-0 | 0-2 | 3-1 | 1-3 | 3-2 | 1-2 |
| Mazzarrà        | 0-3 | 0-2 | 1-1 |     | 0-3 | 1-0 | 0-7 | 0-1 | 0-1 | 1-1 | 1-2 | 0-3 | 0-1 | 0-2 | 0-3 | 1-1 |
| Misterbianco    | 3-0 | 2-1 | 1-1 | 1-0 |     | 2-0 | 1-0 | 1-0 | 3-0 | 2-0 | 0-0 | 1-1 | 2-2 | 1-0 | 1-1 | 3-0 |
| Modica          | 0-0 | 2-1 | 2-1 | 5-0 | 0-0 |     | 3-1 | 0-0 | 2-0 | 4-1 | 1-0 | 1-3 | 1-0 | 0-3 | 0-1 | 1-2 |
| Rometta         | 0-0 | 1-0 | 0-3 | 1-2 | 0-0 | 0-2 |     | 2-1 | 1-2 | 0-1 | 0-1 | 1-0 | 0-0 | 3-2 | 0-3 | 0-1 |
| Rosolini        | 1-1 | 3-1 | 2-2 | 2-1 | 0-1 | 1-0 | 2-0 |     | 0-2 | 3-0 | 0-0 | 1-1 | 0-2 | 2-1 | 0-3 | 1-1 |
| SSD Acireale    | 1-2 | 1-0 | 0-2 | 0-0 | 0-1 | 0-3 | 2-0 | 0-1 |     | 1-3 | 0-3 | 0-1 | 1-2 | 0-3 | 0-3 | 1-2 |
| San Gregorio    | 2-4 | 1-2 | 0-2 | 1-0 | 0-1 | 0-4 | 0-1 | 1-0 | 0-1 |     | 1-3 | 1-0 | 0-2 | 1-4 | 1-1 | 0-0 |
| San Pio X       | 0-1 | 3-3 | 3-2 | 2-1 | 1-0 | 0-1 | 7-2 | 5-1 | 2-0 | 9-0 |     | 0-0 | 2-1 | 1-1 | 2-1 | 1-0 |
| Siracusa        | 2-0 | 2-3 | 2-3 | 3-0 | 5-2 | 0-1 | 4-0 | 1-1 | 1-0 | 3-0 | 0-0 |     | 7-0 | 4-2 | 0-0 | 1-2 |
| Sp.Viagrande    | 1-1 | 1-1 | 2-1 | 1-0 | 1-1 | 3-0 | 3-5 | 0-0 | 3-0 | 1-0 | 0-1 | 0-1 |     | 0-2 | 0-0 | 2-2 |
| Taormina        | 3-0 | 0-2 | 1-1 | 4-0 | 1-2 | 1-1 | 4-0 | 5-1 | 2-1 | 1-1 | 4-1 | 1-1 | 2-0 |     | 0-2 | 2-1 |
| Tiger Brolo     | 1-0 | 1-0 | 4-0 | 3-0 | 1-0 | 3-0 | 4-0 | 4-0 | 1-0 | 4-0 | 1-1 | 0-2 | 3-0 | 1-0 |     | 2-1 |
| Vittoria        | 0-1 | 0-3 | 2-1 | 3-0 | 0-0 | 0-0 | 2-0 | 5-0 | 3-0 | 3-0 | 1-0 | 0-2 | 4-0 | 0-0 | 1-1 |     |